# 斯洛伐克21歲以下國家足球隊
斯洛伐克21歲以下國家足球隊（Slovakia national under-21 football team，簡稱斯洛伐克U21）是斯洛伐克的21歲以下國家足球代表隊，由斯洛伐克足球協會負責組織，參加每兩年舉辦一次的歐洲U-21足球錦標賽。

## 競賽歷史
1993年「天鵝絨分離」使前捷克斯洛伐克分裂為捷克共和國和斯洛伐克兩個國家，斯洛伐克足球協會於同年成立，並派隊參賽1996年歐洲U-21足球錦標賽，首場外圍賽於1994年9月6日主場對法國。
2000年歐洲U-21足球錦標賽斯洛伐克U21在外圍賽8戰5勝2和1負，與葡萄牙績分相同，但以較佳對賽成績（1勝1和）獲得首名出線；外圍賽附加賽面對俄羅斯，主客兩回合皆獲勝累計4-1取得決賽週資格。斯洛伐克獲選為決賽週主辦國，分別在特倫欽、特爾納瓦及布拉迪斯拉发舉行比賽。競賽首次分兩組共8隊角逐，斯洛伐克U21處於B組，同組包括3屆盟主義大利、兩屆冠軍英格蘭及土耳其，斯洛伐克3戰2勝1和，與義大利同分，僅以1個得失球差飲恨失落決賽資格，更於季軍戰0-1負於西班牙而只能取得一席殿軍，但可獲得2000年悉尼奧運會入場劵。

### 歐青盃歷屆成績
| 年度   | 主辦國   | 冠軍     | 成績                   |
| ------ | -------- | -------- | ---------------------- |
| 1978年 | 主客制   | 南斯拉夫 | 以捷克斯洛伐克名義參賽 |
| 1980年 | 主客制   | 蘇聯     | 以捷克斯洛伐克名義參賽 |
| 1982年 | 主客制   | 英格蘭   | 以捷克斯洛伐克名義參賽 |
| 1984年 | 主客制   | 英格蘭   | 以捷克斯洛伐克名義參賽 |
| 1986年 | 主客制   | 西班牙   | 以捷克斯洛伐克名義參賽 |
| 1988年 | 主客制   | 法國     | 以捷克斯洛伐克名義參賽 |
| 1990年 | 主客制   | 蘇聯     | 以捷克斯洛伐克名義參賽 |
| 1992年 | 主客制   | 義大利   | 以捷克斯洛伐克名義參賽 |
| 1994年 | 法國     | 義大利   | 以捷克斯洛伐克名義參賽 |
| 1996年 | 西班牙   | 義大利   | 外圍賽出局             |
| 1998年 | 羅馬尼亞 | 西班牙   | 外圍賽出局             |
| 2000年 | 斯洛伐克 | 義大利   | 第四位（1）            |
| 2002年 | 瑞士     | 捷克     | 外圍賽出局             |
| 2004年 | 德国     | 義大利   | 外圍賽出局             |
| 2006年 | 葡萄牙   | 荷蘭     | 外圍賽出局             |
| 2007年 | 荷蘭     | 荷蘭     | 外圍賽出局             |
| 2009年 | 瑞典     | 德國     | 外圍賽出局             |
| 2011年 | 丹麦     |          |                        |

## 外部連結
- （英文）歐洲足協U-21網站 （页面存档备份，存于）
- （英文）RSSSF：歐青盃全紀錄 （页面存档备份，存于）